# Erich Frauwallner
Erich Frauwallner (* 28. Dezember 1898 in Wien; † 5. Juli 1974 ebenda) war ein österreichischer Indologe und Pionier auf den Gebieten der europäischen Buddhismuskunde und indischen Philosophiegeschichte.

## Werdegang
Frauwallner studierte klassische Philologie in Wien und beschäftigte sich auch mit Sanskritphilologie. 1927 habilitierte er sich im Fach „Indische Philologie und Altertumskunde“ und arbeitete ab 1928/29 an der Universität Wien im Lehrbereich der Indologie. Er verfasste wichtige, eng am Quellenmaterial orientierte Schriften zur buddhistischen Logik und Erkenntnistheorie, später auch zur brahmanischen indischen Philosophie. Als sein Hauptwerk kann die zweibändige Geschichte der indischen Philosophie (1953–1956) angesehen werden.
Frauwallner trat zum 29. November 1932 in die NSDAP ein (Mitgliedsnummer 1.387.121) und war ab 1933 Illegaler Nationalsozialist. 1938 erhielt er nach der Entlassung und Vertreibung des jüdischen Extraordinarius Bernhard Geiger dessen Amt für indische und iranische Philologie am Orientalischen Institut. Er wurde 1942 Direktor des Instituts. Nach seiner Einberufung zum Kriegsdienst im Frühjahr 1943 wurde die indologische Lehre bis zum Kriegsende 1945 ausgesetzt.
Frauwallner wurde zunächst wegen seiner Mitgliedschaft in der NSDAP entlassen und seine Stelle wurde zunächst von dem deutschen Privatdozenten Herbert V. Günther vertreten, ab 1951 von dem österreichischen Privatdozenten Karl Ammer. Im selben Jahr erhielt Frauwallner nach einer Beurteilung seiner Person durch den Personalausschuss der Universität die Lehrberechtigung vom Unterrichtsministerium zurück und konnte wieder am Orientalischen Institut tätig werden. 1955 folgte seine Ernennung zum außerordentlichen Professor für Indologie. Gleichzeitig wurde das „Institut für Indologie“ gegründet, dem er vorstand. 1960 wurde er schließlich ordentlicher Professor. 1970 wurde er zum korrespondierenden Mitglied der Göttinger Akademie der Wissenschaften gewählt.

## Ideengeschichtliche Bewertung
Frauwallners Involvierung in das NS-System wird erst seit 2009 kritisch rezipiert, was einen Streit mit heftigen Reaktionen nach sich zog. Mittlerweile, seit den 2020ern, bestätigen namhafte Indologen und Historiker die zuvor fachintern scharf kritisierte Interpretation von Jakob Stuchlik:

„Im Großen und Ganzen stellt sich [Eli Franco] auf die Seite von Stuchlik und entlarvt Slajes Versuch, Frauwallner und bestimmte Aspekte seines Werkes zu beschönigen, obwohl er sich die NS-Ideologie zu eigen machte und mit NS-Institutionen wie der Gestapo und der SA zusammenarbeitete.“

Ein Sonderband der Zeitschrift für Geschichte der Wissenschaften, Technik und Medizin widmete sich 2023 der Rolle der Indologie im Dritten Reich und gibt neue Impulse für die disziplingeschichtliche Aufarbeitung, inklusive dem Erbe Frauwallners.

## Schriften (Auswahl)
- Geschichte der indischen Philosophie – I, Müller 1953.
- Geschichte der indischen Philosophie – II, Müller 1956.
- The Earliest Vinaya and the Beginnings of Buddhist Literature, 1956
- Die Philosophie des Buddhismus, Akademie Verlag, 2010